# Malá Čausa
Malá Čausa je obec na Slovensku v okrese Prievidza v Trenčínském kraji ležící na úpatí pohoří Žiar. Žije zde 699 obyvatel.
První písemná zmínka o obci je z roku 1430. V obci je římskokatolický kostel Růžencové Panny Marie z roku 1902.